# Advanced Trader Workstation
Pour les articles homonymes, voir ATW.
Advanced Trader Workstation (ATW) est un système d’affichage en temps réel d’informations financières qui fonctionne sur station de travail Unix. Ce progiciel est développé à partir de 1989 par l’éditeur Effix, après un produit de première génération, FX-Aide, entamé en 1987.
Reuters est le distributeur exclusif d’ATW dans le monde. Le produit MarketSheet, de Tibco Finance Technology, est son principal concurrent.
Le seuil des 10 000 licences vendues dans le monde, réparties sur 25 pays, est franchi, quand la décision est prise de remplacer ATW, en 1996, par Kobra, un produit conçu pour être indépendant du système d’exploitation. Reuters avait développé en parallèle et très largement commercialisé Reuters Terminal Workstation (RTW) pour Triarch (un système de distribution) sous le système d'exploitation Microsoft Windows. Kobra remplacera alors ATW et RTW.

## Domaine d’application
Le progiciel est destiné à une salle de marché. L’information financière couverte comprend :
- les dépêches d’agence, en premier lieu celle de l’Agence Reuter,
- les cotations d’instruments financiers, issues des bourses et des marchés d’options et futures,
- les cours de change et taux d’intérêt, issus des marchés de gré à gré.

L’opérateur de marché qui utilise ATW peut afficher sous forme de graphiques les séries de cours, y superposer moyenne glissante, MACD, chandelier, ou d'autres indicateurs techniques, et injecter les données dans un tableur qui exécute à son tour des calculs en temps réel. L’utilisateur peut associer dépêches, graphiques et calculs en pages composites personnalisées, et se paramétrer des alertes.

## Caractéristiques techniques
Dépêches et données de marché proviennent du réseau intégré de Reuters, appelé Integrated Data Network (IDN), qu’alimentent les places boursières, pour les marchés d’actions et d’obligations, et les banques d'investissement, pour ce qui concerne les marchés de gré à gré, notamment celui du change comptant. 
L’utilisation d’ATW requiert l’installation préalable de Triarch (aujourd’hui RMDS), un système de distribution de données développé par Reuters. L’interface de programmation utilisée s’appelle SSL (Sink Source Library).
ATW est initialement compatible uniquement avec les machines de Sun Microsystems et sa variante d’unix SunOS, puis Solaris. Le logiciel sera ultérieurement porté sur AIX.